# Touros
Touros is een gemeente in de Braziliaanse deelstaat Rio Grande do Norte. De gemeente telt 30.549 inwoners (schatting 2009).

## Aangrenzende gemeenten
De gemeente grenst aan João Câmara, Parazinho, Pureza, Rio do Fogo en São Miguel do Gostoso.

## Verkeer en vervoer
De plaats ligt aan het begin van de noord-zuidlopende snelweg BR-101 van Touros naar São José do Norte. Daarnaast ligt ze aan de wegen RN-023 en RN-064.